# Біатлон в Україні
Біатлон в Україні почав розвиватись наприкінці 1950-х років на Чернігівщині у фізкультурно-спортивному товаристві «Колос». У 1960-х роках розвиток продовжився у товаристві «Динамо» Сумської та Харківської областей. У 1961 році в Київському державному інституті фізичної культури та спорту була організована секція біатлону, до якої увійшли лижники інституту — Анатолій Студьонов, Микола Блещунов, Яків Дворський, Володимир Крушинський, Віктор Крадєнов, Павло Верстаков, Леонід Ткачук, Василь Ломаєв, Станіслав Поканевич. Ці спортсмени стали членами першої збірної команди України з біатлону.
У січні 1963 року у місті Харкові в рамках Першої зимової Спартакіади профспілок України було проведено перший чемпіонат України з біатлону. Першим чемпіоном України з біатлону став сум'янин Яків Дворський. Після того розпочався активніший розвиток біатлону в окремих областях України. Разом з тим, у часи Радянського Союзу в Україні не приділялося належної уваги розвитку зимових видів спорту.
Першим українським спортсменом, що брав участь в зимових Олімпійських іграх 1968 року в Греноблі (Франція) був Іван Суровцев. Майстер спорту СРСР міжнародного класу Василь Карленко у 1973—1976 роках був переможцем міжнародних змагань та чемпіонатів СРСР на різних дистанціях. 1974 рік — збірна команда України перемогла в естафетній гонці у найпрестижніших Всесоюзних змаганнях «Іжевська гвинтівка». Іван Бяков став чемпіоном зимових Олімпійських ігор 1972 року в Сапоро та 1976 року в Інсбруку. Олександр Ростопін був чемпіоном та призером чемпіонатів СРСР 1974—1976 років та посів четверте місце на чемпіонаті світу 1977 року. Петро Бруєнко здобув звання чемпіона II зимової Спартакіаді народів СРСР 1982 року в гонці на 20 кілометрів. Тарас Дольний — здобув у 1983 році три золоті медалі на Всесвітній зимовій Універсіаді в м. Боровець (Болгарія). Надія Білова — золота медаль в естафетній та срібна у спринтерській гонці на чемпіонаті світу 1986 року в Фалуні (Швеція). Олександр Ростопін здобув четверте місце на чемпіонаті світу. Наталія Приказчикова стала чемпіонкою і бронзовою призеркою чемпіонату світу 1989 року. Антоніна Сокірко (Сєрик) — виборола три золоті медалі чемпіонатів СРСР.

## Біатлон в незалежній Україні
Новий етап розвитку біатлону в Україні розпочався після проголошення незалежності України. У 1992 році була заснована Федерація біатлону України, яка була визнана Міжнародною спілкою біатлоністів та був утворений Національний олімпійський комітет України. На той час біатлон розвивався у 7 областях України (Київська, Закарпатська, Львівська, Чернігівська, Сумська, Тернопільська, Харківська) та місті Київ у фізкультурно-спортивних товариствах «Динамо», "Колос " і «Україна», Міністерстві оборони України та Міністерстві освіти і науки України.

### Успіхи на Олімпійських іграх
Українські біатлоністи неодноразово здобували медалі на Олімпійських іграх. Олімпійськими чемпіонами стала на Іграх 2014 року в Сочі жіноча естафетна команда в складі: Віта Семеренко, Юлія Джима, Валя Семеренко, Олена Підгрушна. Серед олімпійських призерів — Валентина Цербе (бронзова медаль на Олімпіаді 1994 року в Ліллехаммері), Олена Петрова (срібна медаль Олімпіади 1998 року в Нагано) , Лілія Єфремова (бронзова медаль Олімпіади 2006 року в Турині). Неодноразова чемпіонка світу — Олена Зубрилова зараз тренує збірну Білорусі.

### Успіхи на Чемпіонатах Світу
Варто відзначити Оксану Хвостенко, Віту та Валю Семеренко, які завоювали срібні медалі в естафеті на чемпіонаті світу у 2008 році.
На чемпіонаті світу 2011 року українська збірна здобула три нагороди: бронза Віти Семеренко, бронзові нагороди чоловічої естафети (Сергій Седнєв, Андрій Дериземля, Сергій Семенов, Олександр Біланенко), і срібні нагороди жіночої естафети (Валя Семеренко, Віта Семеренко, Олена Підгрушна, Оксана Хвостенко). Але допінг-проба Оксани Хвостенко дала позитивний результат на ефедрин і медаль відібрали. В результаті срібло отримала команда Франції, а бронзу — Білорусь.
На чемпіонаті світу 2013 року українська збірна здобула п'ять нагород: золоту (Олена Підгрушна в спринті), срібну (естафета в складі Юлія Джима, Віта Семеренко, Валя Семеренко, Олена Підгрушна) й три бронзові (Олена Підгрушна в гонці переслідуванні, Віта Семеренко в спринті, Валя Семеренко в індивідуальній гонці).
На чемпіонаті світу 2015 Україна здобула одну золоту і одну бронзову медаль. Валя Семеренко здобула золото у масстарті і бронзу у спринті.
На чемпіонаті світу 2016 Україна здобула одну бронзову медаль: Сергій Семенов у спринті.